# Morten Messerschmidt
Morten Messerschmidt (Frederikssund, 13 november 1980) is een Deens politicus en sinds 2022 leider van de Dansk Folkeparti (DF). Hij is lid van de Folketing (het Deense parlement). Tussen 2009 en 2019 was hij Europarlementariër.

## Biografie
Na de middelbare school in 1999 studeerde Messerschmidt rechten aan de Universiteit van Kopenhagen. In 2009 slaagde hij voor het examen.
Messerschmidt sloot zich aan bij de rechtse Dansk Folkeparti (DF) en was tussen 2000 en 2005 actief in het bestuur van de jongerenafdeling van deze partij. In 2001 plaatste hij, samen met andere leden van de DF-jeugdliga, een advertentie in de krant met de slogan Massale verkrachting, grof geweld, onveiligheid, gedwongen huwelijken, onderdrukking van vrouwen, bendegeweld - dat is wat een multi-etnische samenleving ons biedt. Daarvoor werden de jonge politici in oktober 2002 op grond van § 266 b van het Wetboek van Strafrecht veroordeeld tot 14 dagen voorwaardelijke gevangenisstraf.
Van 2003 tot 2005 werkte Messerschmidt voor Mogens Camre, toenmalig Europarlementariër namens de DF. Hijzelf deed in 2005 mee aan de Deense parlementsverkiezingen, waarbij hij voor het eerst verkozen werd in de Folketing. Daar werd hij namens zijn partij woordvoerder voor Europees beleid. Bij de verkiezingen van 2007 was hij in staat om zijn persoonlijke verkiezingsresultaat te verbeteren en werd beloond met de aanvullende post van woordvoerder energiebeleid.
Bij de Europese Parlementsverkiezingen van 2009 stond Messerschmidt als lijsttrekker op de lijst van de Dansk Folkeparti. Hij bereikte het tweede hoogste aantal persoonlijke stemmen in de geschiedenis van de Deense Europese verkiezingen. Hij werd lid van de eurosceptische Europa van Vrijheid en Democratie (EVD). In 2014 werd hij herkozen en besloot zijn delegatie zich aan te sluiten bij de Europese Conservatieven en Hervormers (ECH).
In 2016 kwam Messerschmidt in opspraak toen hij werd beschuldigd van valsheid in geschrifte en misbruik van Europese subsidies. Hij zou Europees geld onrechtmatig hebben besteed aan nationale partijbijeenkomsten en een hotelfactuur. Bovendien zou hij documenten hebben vervalst om terugbetaling van de facturen te ontvangen. Het Europees bureau voor fraudebestrijding startte een onderzoek, dat in 2019 werd afgerond. In augustus 2021 werd Messerschmidt veroordeeld tot zes maanden voorwaardelijke gevangenisstraf, maar het hooggerechtshof van Oost-Denemarken vernietigde dat vonnis in december 2021.
Na tien jaar actief te zijn geweest in het Europees Parlement keerde Messerschmidt na de Deense verkiezingen van 2019 terug in de Folketing. In januari 2022 werd hij, als opvolger van Kristian Thulesen Dahl, verkozen tot partijleider van de DF, wat binnen de partij tot grote verdeeldheid leidde. Zes van de 16 parlementsleden weigerden hem te steunen en stapten op. Een deel van hen stapte over naar de Danmarksdemokraterne van Inger Støjberg. In juni 2022 vertrokken nog eens vijf parlementsleden, onder wie partijkopstuk Thulesen Dahl. Onder leiding van Messerschmidt leed de DF bij de vervroegde verkiezingen van 2022 een grote nederlaag: de partij kwam niet verder dan vijf zetels en werd kleiner dan ooit.

### Persoonlijk
- In 2003 deed Messerschmidt mee aan de Deense versie van het televisieprogramma Big Brother.
- In 2008 nam hij met zijn vrouw, zangeres Dot Wessman, een album op met kerstliederen.
- Messerschmidt heeft geen biologische kinderen, maar kreeg in 2021 de voogdij over de kinderen van zijn zus, nadat zij door haar partner was vermoord.

- Bibsys: 14025276
- International Standard Name Identifier: 0000 0004 2896 0097
- Library of Congress Control Number: nb2014014791
- Virtual International Authority File: 307258896
- WorldCat: E39PBJj8XckWJpRybwhHRmvj4q